# Jules Soury

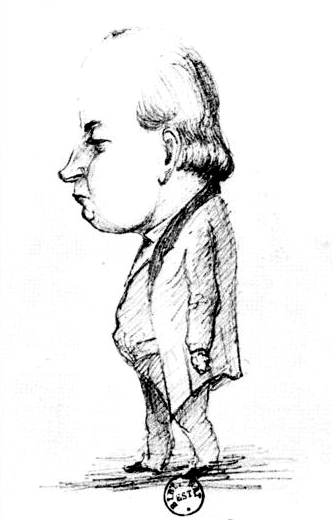
Jules Soury, Karikatur von Dubois (um 1877)

Jules Soury (geb. 28. Mai 1842 in Paris; gest. 10. August 1915 ebenda) war ein französischer Schriftsteller, Philosoph, Übersetzer und Historiker der Neurowissenschaften.

## Leben und Werk
Soury wurde 1842 in Paris geboren. Er war Beamter an der Bibliothèque nationale und Professor an der École pratique des hautes études und ist auch als Theoretiker des Rassismus und Antisemitismus sowie für sein nationalistisches Engagement bekannt, das einen entscheidenden Einfluss auf den Publizisten und Politiker Maurice Barrès ausübte.
1899 hielt der Psychologieprofessor Jules Soury in einem Briefwechsel mit Maurice Barrès zum Dreyfus-Prozess fest:

« Il ne s‘agit pas d‘un pauvre petit capitaine juif, mais de l‘éternelle lutte entre le sémitisme et l‘Aryen. […] Je crois que le Juif est né d‘un anthropoïde spécial comme le Noir, le Jaune, le Peau-Rouge. Je crois que le Juif est une race, bien plus une espèce. »

„Es geht nicht um einen armen kleinen jüdischen Hauptmann, sondern um den ewigen Kampf zwischen Semitismus und Arier. […] Ich glaube, dass der Jude wie der Schwarze, der Gelbe, der Rothäutige von einem besonderen Menschenaffen abstammt. Ich glaube, dass der Jude eine Rasse ist, viel mehr eine Gattung.“

Soury übersetzte verschiedene Werke von Ernst Haeckel, Oscar Schmidt, Theodor Nöldeke und anderen und schrieb mehrere archäologische, psychologische und historische Werke, darunter Bréviaire de l'histoire du matérialisme (1881), Les fonctions du cerveau (1892) und Le système nerveux central (1899). Sein 1878 in Paris erschienenes Werk Jésus et les Évangiles wurde per Dekret der Glaubenskongregation noch im Erscheinungsjahr auf den Index gesetzt.

## Schriften (Auswahl)
- Des études hébraïques et exégétiques au Moyen Âge chez les chrétiens d'Orient, thèse de l'École des chartes. Paris, Imprimerie de S. Raçon, 1867.
- Études de psychologie historique. Portraits de femmes, Paris, Sandoz & Fischbacher, 1875.
- Études historiques sur les religions, les arts, la civilisation de l'Asie antérieure et de la Grèce, Paris, G. Reinwald, 1877.
- Essais de critique religieuse, Paris, E. Leroux, 1878.
- Jésus et les Évangiles, Paris, Charpentier, 1878 ; 3e éd. en 1898 : Jésus et la religion d'Israël.
- Études de psychologie historique. Portraits du XVIIIe siècle, Paris, Charpentier, 1879.
- De Hylozoismo apud Recentiores, Facultati Litterarum Parisiensi thesim proponebat...Lutetise Parisiorum, G. Charpentier, 1881.
- Théories naturalistes du monde et de la vie dans l'Antiquité, thèse présentée à la Faculté des Lettres de Paris, Paris, Charpentier, 1881.
- Bréviaire de l’histoire du matérialisme, Paris, Charpentier, 1881.
- Morbid Psychology. Studies on Jesus and the Gospels. The Religion of Israel, traduction anglaise d'Annie Besant, Londres, Freethought Publishing Company, 1881.
- Philosophie naturelle, Paris, Charpentier, 1882.
- Les fonctions du cerveau, Paris, Félix Alcan, 1892. Article « Cerveau » dans le Dictionnaire de physiologie de Ch. Richet, t. II, pp. 547–670, 788–976. Paris, Félix Alcan, 1896.
- La religion d'Israël, Paris, Bibliothèque Charpentier, Eugène Fasquelle éditeur, 1898.
- Le système nerveux central ; structure et fonctions ; histoire critique des théories et des doctrines, Paris, G. Carré & Naud, 1899 (couronné par l'Académie de Médecine, Prix Saintour, 1908, et par l'Académie des Sciences, Prix Monthyon).
- Campagne nationaliste 1894–1901. Autobiographie, Paris, Imprimerie de L. Maretheux, 1902.

Übersetzungen
- Histoire littéraire de l'Ancien Testament de Theodor Nöldeke, traduit avec Hartwig Derenbourg en 1873.
- Les Sciences naturelles et la philosophie de l'inconscient d'Eduard Oscar Schmidt, 1879.